# Jamides zebra
Jamides zebra är en fjärilsart som beskrevs av Druce 1895. Jamides zebra ingår i släktet Jamides och familjen juvelvingar. Inga underarter finns listade i Catalogue of Life.

## Bildgalleri

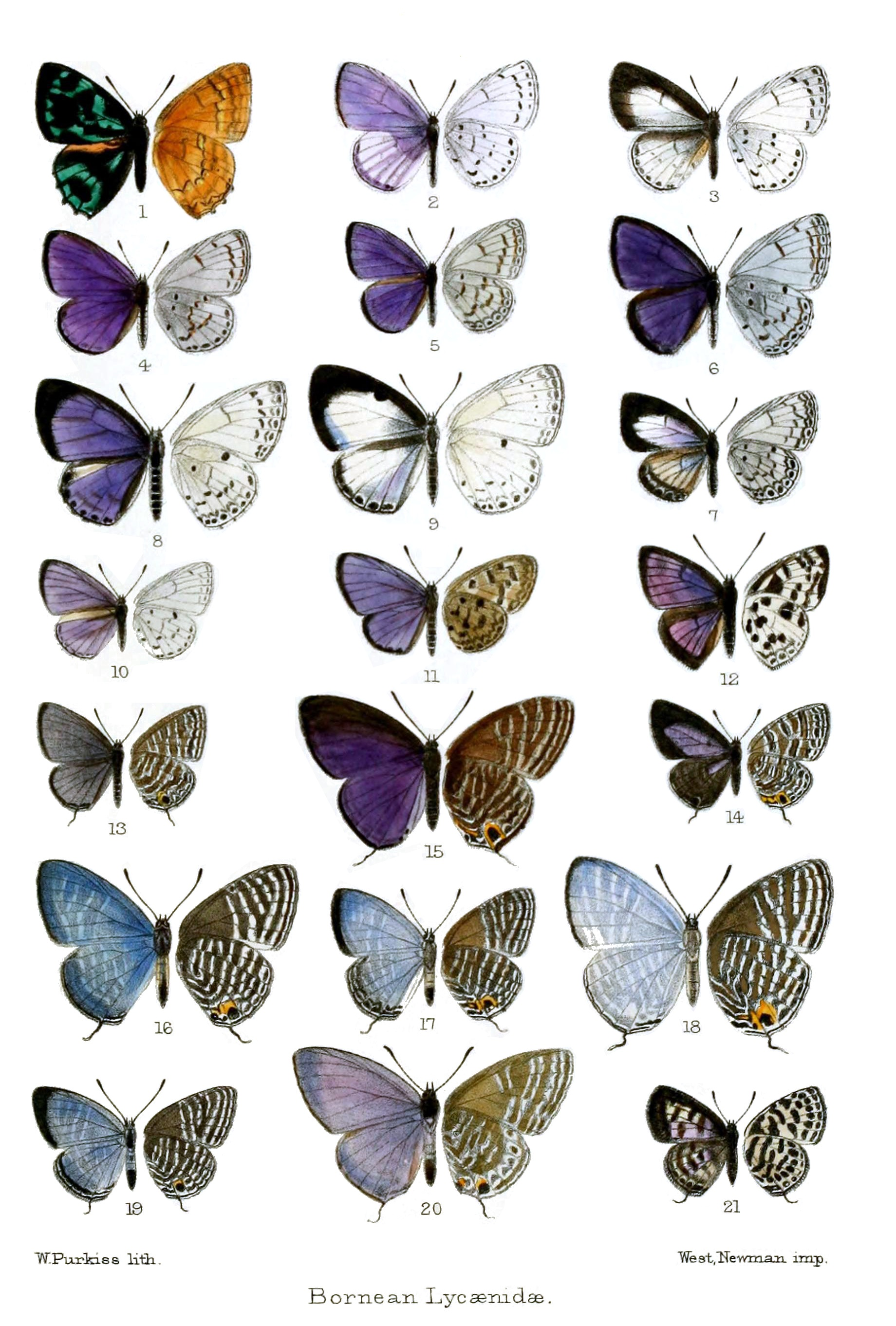